# Parabrosoma bispinosum
Parabrosoma bispinosum är en insektsart som först beskrevs av Carl August Dohrn 1910.  Parabrosoma bispinosum ingår i släktet Parabrosoma och familjen Aschiphasmatidae. Inga underarter finns listade i Catalogue of Life.